# Baboś
Baboś (słow. Malý Baboš, 1471 m n.p.m.) – szczyt reglowy w słowackich Tatrach Wysokich. Jest to ostatnie wybitne wzniesienie w północno-wschodnim ramieniu Szerokiej Jaworzyńskiej (Široká), oddzielającym Dolinę Szeroką (Široká dolina) od głównej osi Doliny Jaworowej (Javorová dolina). Od Suchego Wierchu Jaworowego (Veľký Baboš, 1523 m) oddzielony jest Babosią Przełęczą (Babošie sedlo, 1395 m).
Ma dwa wierzchołki – wyższy, południowo-zachodni (1471 m) i niższy, północno-wschodni (ok. 1455 m). W grzbiecie biegnącym z niższego wierzchołka na północ wyróżnia się niewybitne wzniesienie – Goły Wierch Jaworowy (Holý vrch, 1389 m), oddzielony od Babosia Niżnią Babosią Przełęczą. Za nim grzbiet opada stromiej ku Jaworzynie Tatrzańskiej (Tatranská Javorina). Z głównego wierzchołka schodzi na północny zachód (do Doliny Szerokiej) krótki, szeroki grzbiet, w którym wznosi się Michałczyna Skałka.
Masyw Babosia zbudowany jest dolnojurajskich wapieni i piaskowców, które miejscami tworzą grupy skałek (np. Michałczyna Skałka, skały poniżej głównego wierzchołka). Porośnięty jest górnoreglowym lasem, przerzedzonym mocno przez liczne wiatrołomy. Na szczyt nie prowadzi żaden szlak turystyczny, teren objęty jest ochroną rezerwatową, nieudostępniony dla turystyki i taternictwa.

## Bibliografia

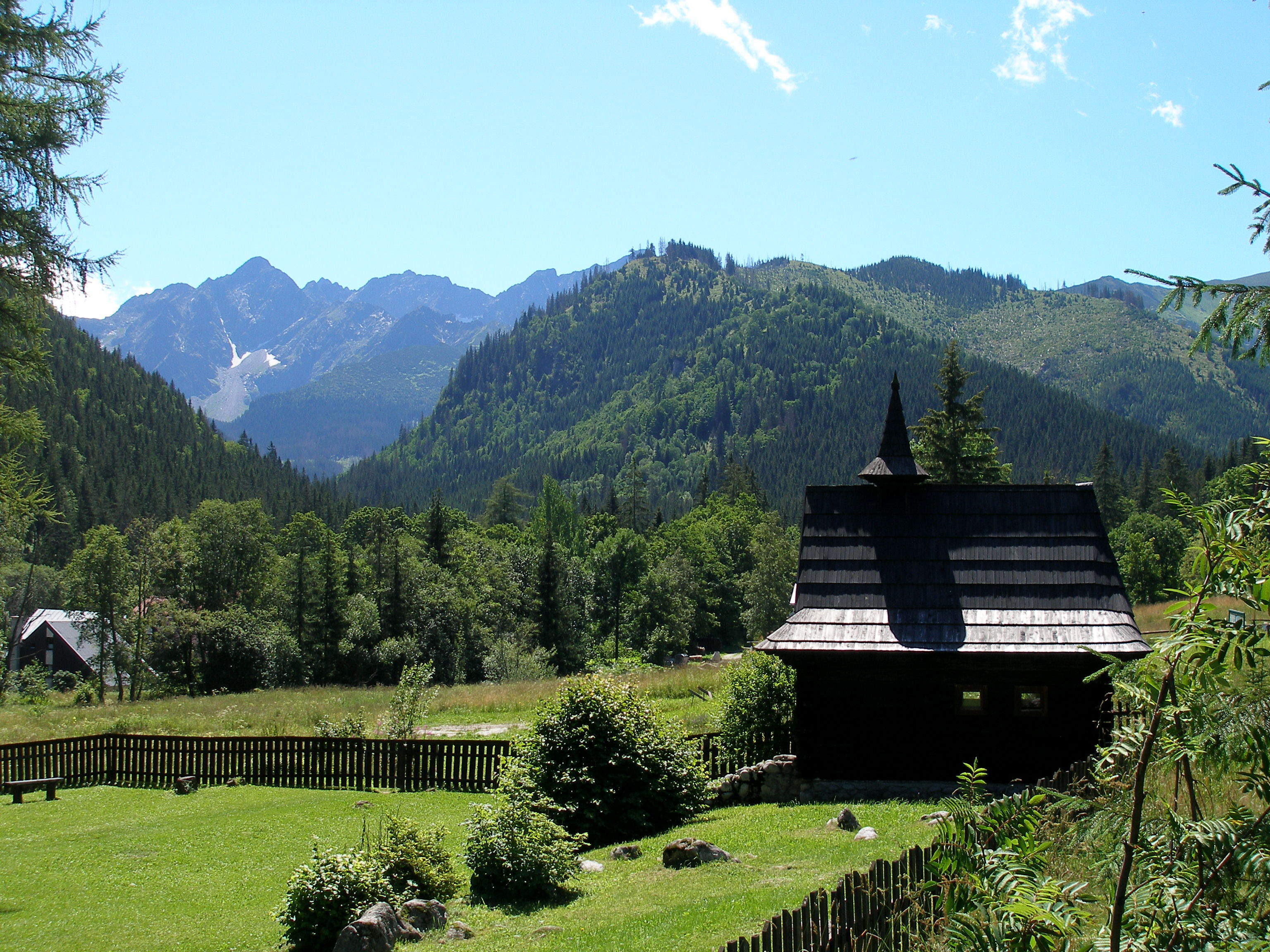
Widok spod kościoła w Jaworzynie Tatrzańskiej – wierzchołek Babosia widoczny wprost nad wieżyczką budynku; na zdjęciu widoczne od lewej: Kołowy Szczyt, Durny Szczyt, Baranie Rogi, Śnieżny Szczyt, Lodowy Zwornik i (ledwo widoczny) Lodowy Szczyt